# Istituto nazionale dei beni culturali
L'Istituto nazionale dei beni culturali (in albanese Instituti Kombëtar i Trashëgimisë Kulturore), noto attraverso l'acronimo IKTK, è un'istituzione scientifica albanese posta sotto l'egida del Ministero della cultura e responsabile della gestione del patrimonio culturale nazionale albanese. Coordina inoltre le cinque Direzioni regionali dei beni culturali (DRTK) con sedi a Tirana, Scutari, Valona, Coriza, Berat ed Argirocastro.

## Storia
Un primo interessamento del governo albanese verso la tutela dei beni culturali si ebbe nel 1948 con la redazione di un primo elenco di monumenti culturali riconosciuti che censì 107 siti tra costruzioni civili, difensive e religiose. Successivamente nel 1955 fu approvato il regolamento sulla protezione dei monumenti culturali e storici nonché dei beni naturali. Ancora nel 1961 fu emanata una Decisione per la protezione dei centri storici di Argirocastro e Berat nonché del sottosuolo di Durazzo (dove nel 1966 fu poi scoperto il celebre anfiteatro romano) e del bazar di Kruja, proseguendo con la redazione di un nuovo elenco dei monumenti culturali nazionali.
Nel 1962 l'Albania entrò a far parte del Centro internazionale di studi per la conservazione ed il restauro dei beni culturali (ICCROM) e nel 1964 una delegazione albanese partecipò al II Congresso internazionale degli architetti e tecnici dei monumenti a Venezia, dove fu stilata l'omonima Carta di Venezia.
In questo ambito il governo albanese ritenne necessaria la creazione di un'istituzione dedicata alla protezione dei monumenti culturali e così nel 1965, con decisione del Consiglio dei ministri n° 67 del 15 marzo 1965, nacque l'Istituto dei monumenti culturali (IMK), fondato sulla base del settore restauro dell'Università di Tirana, che si era occupato fino ad allora della manutenzione dei monumenti culturali. Nell'ambito delle riforme della legislazione in materia di tutela dei monumenti culturali portata avanti negli anni '70 l'IMK ha redatto un nuovo elenco dei monumenti nel 1973, aumentando il numero di siti censiti a 700 e si è dedicato alla protezione, al restauro e all'amministrazione della città storica di Argirocastro e successivamente anche alla valorizzazione dell'anfiteatro di Durazzo, proponendo entrambi i siti come Patrimoni dell'umanità dell'Albania. Nel 2007 è stato deciso di intitolare l'IMK ad uno dei suoi principali fautori nonché tra i suoi primi direttori, l'architetto Gani Strazimiri.
Nel 2008 fu invece costituita l'Agenzia per i servizi archeologici (ASHA) con compiti in materia di protezione e restauro dei beni archeologici.
Con la promulgazione della Legge n° 27/2018 l'IMK e l'ASHA sono confluiti nel neonato Istituto nazionale dei beni culturali (IKTK), il cui funzionamento è stato regolato con apposita Decisione n° 364 del 29 maggio 2019.

## Pubblicazioni
Dal 1971 l'IMK e poi l'IKTK pubblicano la rivista periodica Monumentet.